# Luca Sosa
Luca Alexander Sosa (ur. 11 czerwca 1994 w San Justo) – argentyński piłkarz z obywatelstwem ekwadorskim występujący na pozycji środkowego obrońcy, od 2025 roku zawodnik Newell’s Old Boys.
W marcu 2021 otrzymał ekwadorskie obywatelstwo.